# علة ذاته
علة ذاته هو مصطلح يشير إلى شيء أن علته تنبع من ذاته. استخدم هذا المفهوم فيما يتعلق بالغرض الذي يمكن للأشياء أن تحدده لنفسها، وكان محوريًا في أعمال باروخ إسبينوزا وسِغمُند إفرويد وجان بول سرتر وإرنست بيكر.